# Georg Herwegh
Georg Friedrich Rudolph Theodor Herwegh (født 31. maj 1817 i Stuttgart, død 7. april 1875 i Liestal ved Basel) var en tysk lyriker. 
Herwgh studerede først teologi, men opgav studiet for at dyrke litteraturen og
udgav i Schweiz sine Gedichte eines Lebendigen (1841), hvis varme, om end uklare,
Patos og poetiske og klangfulde, til Tider ophøjede, Sprog gjorde stærkt Indtryk paa
Samtiden og endnu har bevaret sin Tiltrækning. Da H. efter et Ophold i Paris rejste gennem
Tyskland for at skaffe sig Medarbejdere til et paatænkt Tidsskr., kom hans Færd til at ligne
et Triumftog. Selv Kong Friedrich Wilhelm IV modtog ham og udtalte de tit citerede Ord:
»Ich liebe eine gesinnungsvolle Opposition«, og førte en stærkt kommenteret Samtale med
Digteren, der dog snart efter blev udvist af Preussen, fordi han fra Königsberg rettede et
respektstridigt Brev til Kongen med Beklagelse over, at hans Tidsskr. var blevet forbudt. Han
rejste nu atter til Schweiz, hvor han omsider vandt Borgerret i Kanton Baselland, og ægtede
Emma Siegmund, Datter af en rig berlinsk Bankier (hun overlevede ham til 27. Marts 1904).
Han bosatte sig herefter i Paris, hvorfra han udsendte anden Del af »Gedichte eines
Lebendigen«. Hans republikanske Tendens blev mere og mere fremtrædende, han optraadte som
Fører for Tyskerne i Paris, og i Spidsen for en tysk-fr. republikansk Arbejderkolonne foretog
han 1848 et Indfald i Baden, men blev 27. Apr. slaaet af württembergske Tropper ved
Schepfheim og undslap kun med Nød og næppe ved sin Hustrus Aandsnærværelse. Resten af sit
Liv tilbragte H. ret tilbagetrukkent, dels i Paris, dels i Zürich og Liestal ved Basel. Han
offentliggjorde endnu nogle Digte og Shakespeare-Overs. —. Først efter hans Død udkom
»Neue Gedichte« (1877), der viser ham som en bitter Mand. Hans Søn Violinisten Marcel H.
udgav 1895 og 1896 »Briefe von und an H.«. Paa hans Hundredaarsfødselsdag udkom hans
Brevveksling med Hustruen. Hans Grav i Liestal er siden 1904 smykket med et mindesmærke. 